# In Gremium. Studia nad Historią, Kulturą i Polityką
In Gremium. Studia nad Historią, Kulturą i Polityką – rocznik ukazujący się od 2007 roku. Wydawcą jest Instytut Historii i Instytut Politologii Uniwersytetu Zielonogórskiego.
Redaktorzy naczelni to: Dariusz Dolański i Bernadetta Nitschke, kolegium redakcyjne: Urszula Świderska-Włodarczyk, Stefan Dudra, Andrzej Gillmeister (sekretarz).